# Karnes City (Teksas)
Karnes City je grad u američkoj saveznoj državi Teksas. Prema popisu stanovništva iz 2010. u njemu je živjelo 3.042 stanovnika.